# Ribautia onycophaena
Ribautia onycophaena är en mångfotingart som beskrevs av Pereira, Foddai och Minelli 2000. Ribautia onycophaena ingår i släktet Ribautia och familjen storjordkrypare. Inga underarter finns listade i Catalogue of Life.